# Code Age Commanders
Code Age Commanders är en del av Code Age-trilogin som är utvecklad av den japanska speljätten Square Enix. Producenten Yuusuke Naora, även känd för sitt arbete som art director på projekt som t.ex. Final Fantasy VII och Kingdom Hearts-serien ansåg Code Age, som dessutom var hans första projekt som producent som ett lovande och unikt koncept som hela världen förhoppningsvis kulle få ta del av.
Spelet kom aldrig utanför Japan på grund av ekonomiska brister och dålig kritik från spelarna.